# Svínfellingar

Svínfellingar era un clan familiar que controlaba la Islandia medieval durante el periodo de la Mancomunidad Islandesa. El origen del clan se remonta a la colonización de Islandia por Össur Ásbjörnsson, cuando se les conocía por el nombre de Freysgyðlingar pues eran muy devotos del culto al dios Freyr. Su influencia era notable en los Fiordos orientales de la isla. Uno de sus patriarcas más notables fue Flosi Þórðarson, uno de los personajes de la saga de Njál. Su nombre procede del nombre de su hacienda, Svínafell en Öræfi. El clan fue uno de los principales causantes de la guerra civil islandesa, periodo conocido como Sturlungaöld; su poder abarcaba toda la zona en conflicto, pero parece que fueron menos problemáticos de lo que las sagas relatan, pues en cierta forma coincidían a veces en los mismos aspectos que sus rivales, los Sturlungar.
Sigurður Ormsson lideró los Svínfellingar durante el siglo XII pero en 1202 tomaron relevancia en toda la isla, cuando Guðmundur Arason fue elegido obispo. Su sobrino Jón Sigmundsson (1072 - 1164) consiguió autoridad como goði; sus hijos fueron el obispo Brandur Jónsson, Ormur Jónsson Svínfellingur y Þórarinn Jónsson, este último padre de Oddur Þórarinsson y Þorvarður Þórarinsson, ambos grandes caudillos durante el siglo XIII.

## Freysgyðlingar y las sagas
Varias sagas referencian la importancia de los Freysgyðlingar como devotos de Freyr y una de las familias más influyentes desde la colonización de Islandia, entre ellas la saga Vatnsdœla, saga de Víga-Glúms y una versión tardía de la saga de Gísla Súrssonar que menciona a Þorgrímur Þorsteinsson como freysgoði. En la saga de Hrafnkell aparece Hrafnkell freysgoði como personaje principal que, sin embargo, no se cita en ninguna otra saga; este personaje alimenta la teoría que el autor de la saga de Hrafnkell fue el obispo Brandur Jónsson, miembro del clan, que fue testigo de ciertos trágicos sucesos entre 1248 y 1255 relacionados con su familia y que en la presunta ficción de la obra también se refleja de forma paralela.